# Louis-François d’Aumont
Louis-François d’Aumont (* 30. März 1671; † 6. November 1751 in Paris) war ein französischer Hochadliger und Militär aus dem Haus Aumont. Er war Marquis de Chappes, Duc d’Humiéres, Lieutenant-général und Premier Gentilhomme de la Chambre du Roi.

## Leben
Louis François d’Aumont war das einzige Kind von Louis-Marie-Victor d’Aumont, 2. Duc d‘Aumont (1632–1704), und dessen zweiter Ehefrau Françoise-Angélique de La Mothe-Houdancourt (einer Tochter des Marschalls Philippe de La Mothe-Houdancourt), sowie der Halbbruder von Louis, 3. Duc d’Aumont (1667–1723).

### Pfälzischer Erbfolgekrieg
1688 trat er unter dem Namen Marquis de Chappes bei den die Musketieren ein. Als im gleichen Jahr begann der Pfälzische Erbfolgekrieg (1688–1697) begann, nahm er an den Belagerungen von Philippsburg (September/Oktober), Mannheim und Frankenthal teil.
Am 12. März 1689 erhielt er das Infanterie-Régiment de Dampierre, das zum Régiment de Chappes umbenannt wurde. Im selben Jahr diente er unter dem Duc de Noailles im Roussillon, bei der Belagerung der Stadt und des Schlosses von Camprodon im Mai und bei der Rettung desselben Ortes im September.
Durch seine Heirat mit der Tochter des Marschalls Humières am 15. Mai 1690 wurde er Duc d’Humières und übernahm den Titel im gleichen Jahr für sein Regiment. Am 26. Juni wurde ihm die Regierung von Compiègne übertragen. Er schloss sich der Flandernarmee an und kämpfte im selben Jahr in der Schlacht bei Fleurus (1. Juli 1690). Er diente bei der Belagerung von Mons (März/April 1691), unterstützte die Truppen, die in der Schlacht bei Leuze (18. September 1691) kämpften.
Er nahm an der Belagerung und Einnahme der Städte und Schlösser von Namur (Mai/Juni 1692) teil, dem Gefecht bei Dünkirchen und der Beschießung von Charleroi, bei der Belagerung von Huy, der Schlacht bei Neerwinden (29. Juli 1693) und der Belagerung von Charleroi (September/Oktober 1693).
1694 wurde er in der Flandernarmee eingesetzt, im Jahr darauf nahm er an der Bombardierung von Brüssel (13.–15. August 1695) teil. Am 3. Januar 1696 wurde er Brigadier und diente weiterhin in der Flandernarmee, wo er 1697 bei der Belagerung und Einnahme von Ath (Mai/Juni) war. 1698, nach dem Ende des Pfälzischen Erbfolgekriegs, war er im Feldlager von Coudun bei Compiègne.

### Spanischer Erbfolgekrieg
Am 6. Juni 1701, kurz vor dem Beginn des Spanischen Erbfolgekriegs, wurde er zur Flandernarmee abgeordnet. Am 29. Januar 1702 wurde er zum Maréchal de camp ernannt, wonach er sein Regiment abgab, das am 9. Februar 1702 von Louis Joseph de Béthune, Marquis de Charost, übernommen und entsprechend umbenannt wurde.
Er diente nun in der Deutschlandarmee unter Marschall Catinat, war bei der Belagerung von Alt-Breisach (Ende August bis 16. September 1703) und der Belagerung der Festung Landau (13. Oktober bis 17. November 1703), bei der Schlacht am Speyerbach (15. November 1703), bei der Zweiten Schlacht bei Höchstädt (13. August 1704), wurde am 26. Oktober zum Lieutenant-général ernannt; danach nahm er seinen Abschied.
Am 26. November 1723 erhielt er die Regierung von Boulogne, Fort Mont Hulin und Étaples, die er bis zu seinem Tod am 6. November 1751 behielt. Louis-François d’Aumont wurde in der Kirche Saint-Gervais bestattet.

## Ehe und Nachkommen
Louis-François d’Aumont heiratete am 15. Mai 1690 Anne Louise Julie de Crevant d’HumIéres (* 1665; † 19. November 1748), Tochter von Louis de Crevant, 1. Duc d’Humières, Marschall von Frankreich, und Louise Antoinette de La Châtre; mit der Ehe war die Übernahme von Namen und Wappen der Humiéres verbunden. Ihre Kinder sind:
- Louis d’Aumont de Crevant d’Humières († Oktober 1708 im Alter von vier Jahren)
- Louise Françoise d’Aumont (* 1692; † 9. September 1742); ⚭ 3. März 1710 Antoine VI. Armand de Gramont, Duc de Gramont, Comte de Guiche, Lieutenant-général (* 20. März 1688; † 16. Mai 1741) (Haus Gramont) (Nachkommen)